# Куракинский сельсовет
Кура́кинский сельсове́т — муниципальное образование в Сердобском районе Пензенской области. Имеет статус сельского поселения.

## География
Куракинский сельсовет располагается на западе Сердобского района и граничит на юге — с Сазанским, Рощинским, Сокольским сельсоветами Сердобского района, на западе — с Бековским районом, на севере — с Бековским районом и Долгоруковским сельсоветом Сердобского района, на востоке — с Секретарским и Сазанским сельсоветами Сердобского района. Площадь Куракинского сельсовета — 17365,5 га. Ближайшая железнодорожная станция — Сердобск, расположена на расстоянии 18 км от села Куракино. Расстояние от села Куракино до административного центра района города Сердобска — 14 км, до областного центра города Пензы — 120 км.

## Общие сведения
На территории сельского совета расположены 5 магазинов, спортзал, дом культуры (в селе Куракино), сельский клуб (в селе Софьино), 2 библиотеки (в сёлах Куракино и Софьино), участковая больница (в селе Куракино), 2 фельдшерско-акушерских пункта (в селах Александрово-Ростовка и Софьино), средняя общеобразовательная школа (в селе Куракино), детский сад (в селе Куракино). Общее население сельского совета на 1 января 2012 года — 1608 человек.

## Население
| 2002  | 2010  | 2012  | 2013  | 2014  | 2015  | 2016  |
| ----- | ----- | ----- | ----- | ----- | ----- | ----- |
| 1872  | ↘1355 | ↘1281 | ↘1261 | ↘1242 | ↘1212 | ↘1177 |
| 2017  | 2018  | 2021  |       |       |       |       |
| ↘1158 | ↘1106 | ↘855  |       |       |       |       |

## Состав сельского поселения
| № | Населённый пункт      | Тип населённого пункта       | Население |
| - | --------------------- | ---------------------------- | --------- |
| 1 | Александрово-Ростовка | село                         | ↘70       |
| 2 | Куракино              | село, административный центр | ↘1044     |
| 3 | Новонадеждино         | село                         | ↘113      |
| 4 | Софьино               | село                         | ↘128      |

## Глава  администрации
Главой администрации Куракинского сельского совета является Юдин Александр Викторович

## Адрес
442865, Пензенская область, Сердобский район, с. Куракино, ул. Ленинская, 25а. Тел.: +7 84167 9-92-77